# Maddalena Crippa

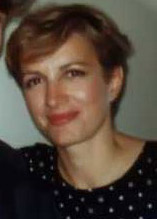
Maddalena Crippa

Maddalena Crippa (* 4. September 1957 in Besana in Brianza) ist eine italienische Schauspielerin.

## Leben
Crippa machte erste Bühnenerfahrungen mit ihrer Familie auf der Laienbühne eines Wurstwarenherstellers ihrer Geburtsstadt. Sie besuchte die Schule des „Piccolo Teatro“ in Mailand, bekam jedoch noch vor deren Abschluss von Giorgio Strehler das Angebot, in Carlo Goldonis Il campiello die weibliche Hauptrolle zu spielen. Damit begann eine lange und qualitativ herausragende Theaterkarriere, die von Crippas Durchsetzungsvermögen, Überschwang, Hingabe und Leidenschaft für ihren Beruf geprägt ist. Sie arbeitete mit vielen wichtigen Bühnenregisseuren (Giancarlo Cobelli, Luca Ronconi, Antoine Vitez, Antonio Calenda, Massimo Castri, Peter Stein). 2006 spielte sie unter Robert Carsen in Bertolt Brechts Mutter Courage, 2012 arbeitete sie mit Giorgio Gaber, 2013 zeigte sie in Rom ein Einpersonenstück mit Musik. Für ihre Leistungen im Theater erhielt sie 1994 die Maschera d’Argento.
Von 1994 bis 1997 spielte sie bei den Salzburger Festspielen die Buhlschaft im Jedermann.
Seit 1976 in einigen Fernsehserien aktiv, verlief Crippas Kinokarriere ab 1981 stetig, jedoch sehr sporadisch. In 26 Film- und Fernsehproduktion konnte sich der Zuschauer von ihren darstellerischen Qualitäten überzeugen. In ihrem Debüt spielte sie die Ehefrau des wortbrüchigen Arbeiters, in No grazie, il caffè mi rende nervosa war sie eine Fotojournalistin. Sie überzeugte als Autostopperin in Aurelia und als Komödiantin in Non più di uno. Sergio Sollima, Donatella Maiorca und Enzo Monteleone heißen einige der Regisseure späterer Jahre.
Den deutschen Zuschauern war Crippa vor allem durch ihre „Anna Martens“ in der Fernsehreihe Morlock zu sehen, die sie in vier Filmen spielte.
Seit 1999 ist sie mit dem deutschen Theaterregisseur Peter Stein verheiratet.

## Filmografie (Auswahl)
- 1981: Drei Brüder (Tre fratelli)
- 1983: Schlangennest (Ambizioni sbagliate)
- 1987: Aurelia
- 1992–1994: Morlock (Fernsehreihe, 4 Filme)
- 1993: Berlin '39 – In den Fängen der Gestapo (Berlin '39)
- 1995: Abseitsfalle (Terra bruciata)
- 1998: Kommissar Rex (Fernsehserie, Folge "Der Neue")
- 2001: Der Handlungsreisende (Commesso viaggiatore)
- 2016: Io non mi arrendo
- 2019: Ransom (Fernsehserie, 1 Folge)